# Varronia longipedunculata
Varronia longipedunculata är en strävbladig växtart som beskrevs av Nathaniel Lord Britton och Bilson. Varronia longipedunculata ingår i släktet Varronia och familjen strävbladiga växter. Inga underarter finns listade i Catalogue of Life.